# Palais Stroganov

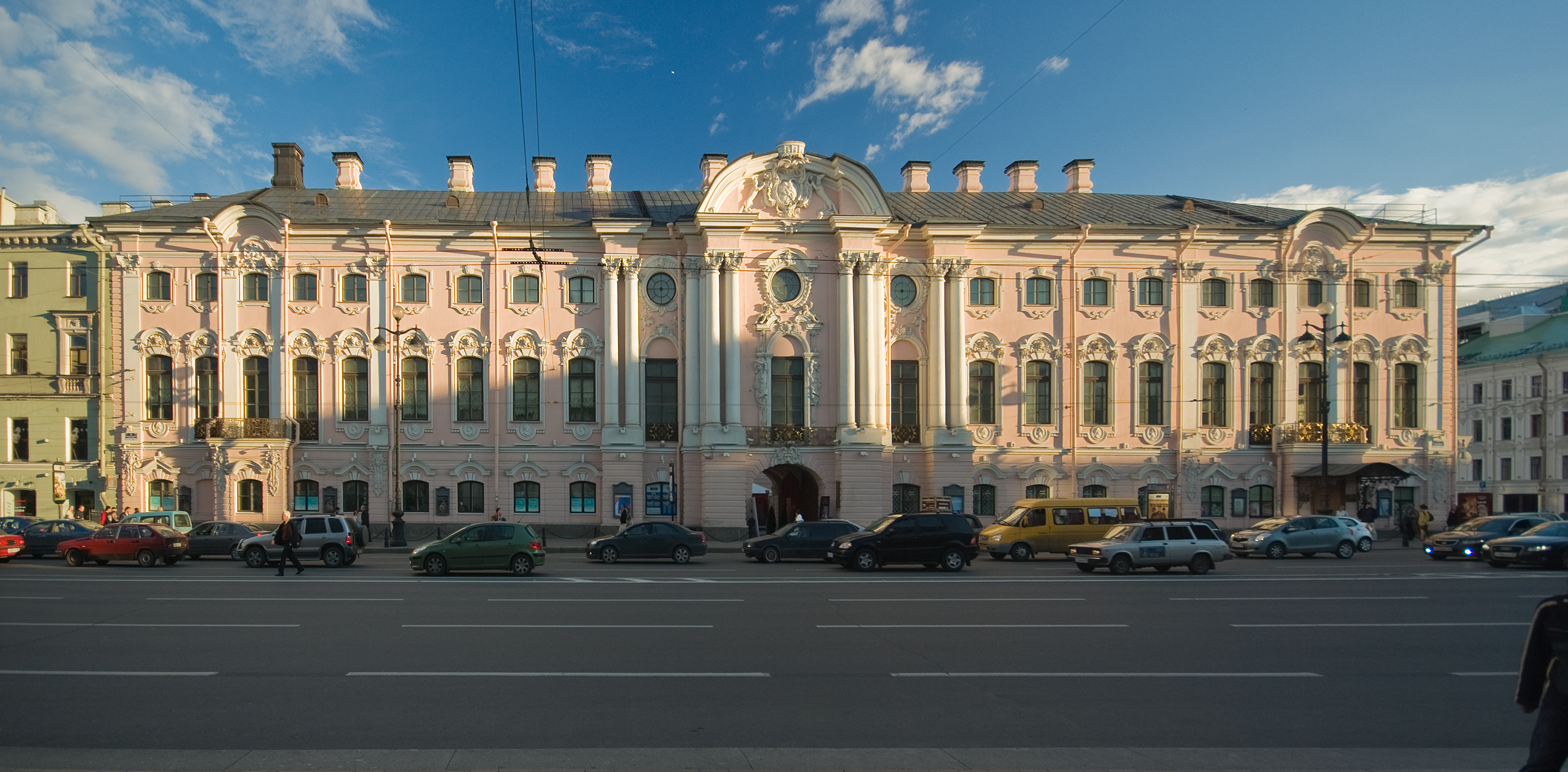
Façade du palais donnant sur la perspective Nevski

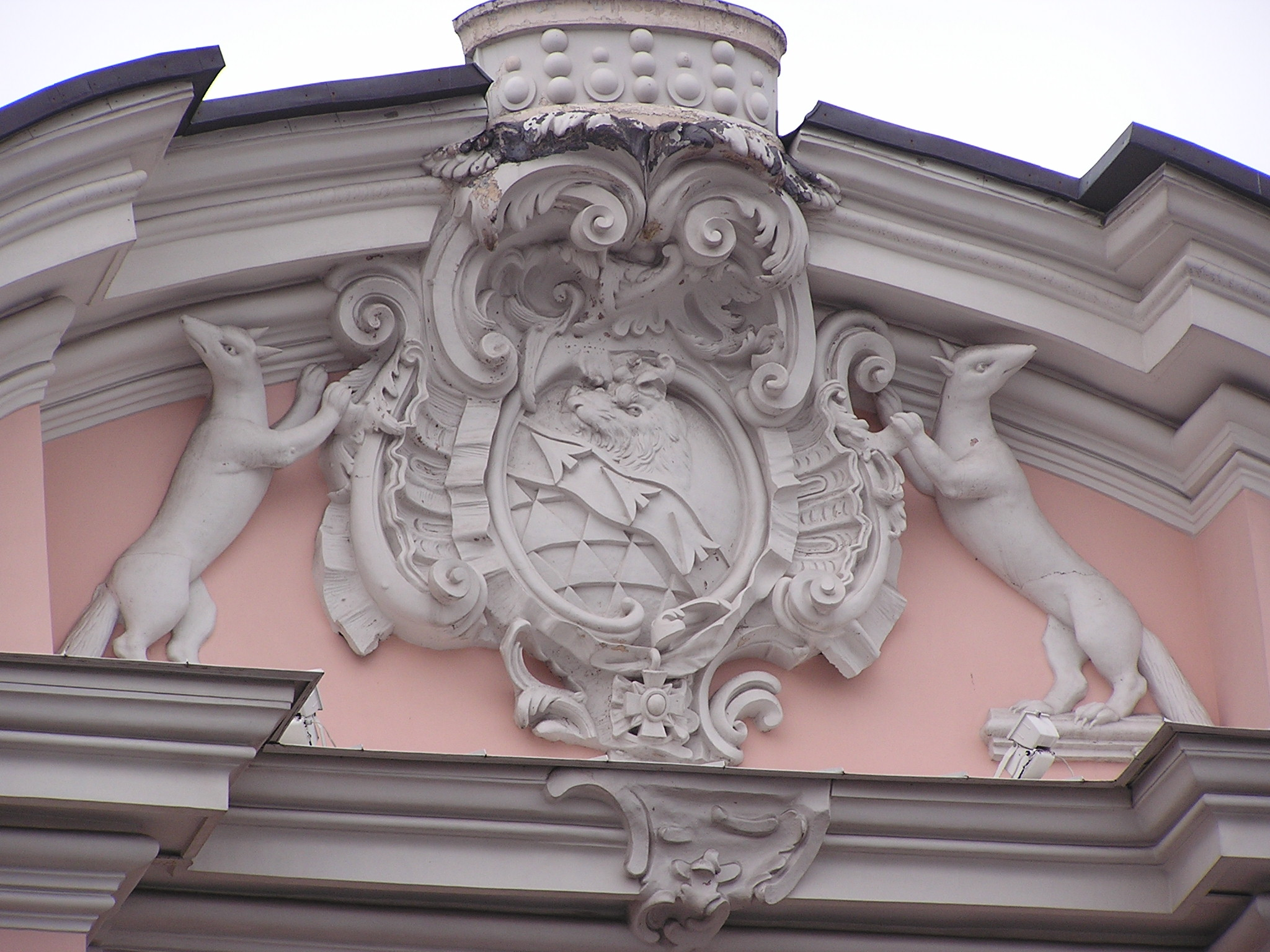
Blason des Stroganoff sur la façade

Le palais Stroganov, construit par Bartolomeo Rastrelli en 1753-1754, se trouve au N°17 perspective Nevski à Saint-Pétersbourg, à l'angle du quai de la Moïka. C'est un monument du baroque tardif russe.
Il appartient depuis 1988 au Musée russe, dont il est l'une des filiales, après avoir appartenu au ministère de la marine.

## Histoire

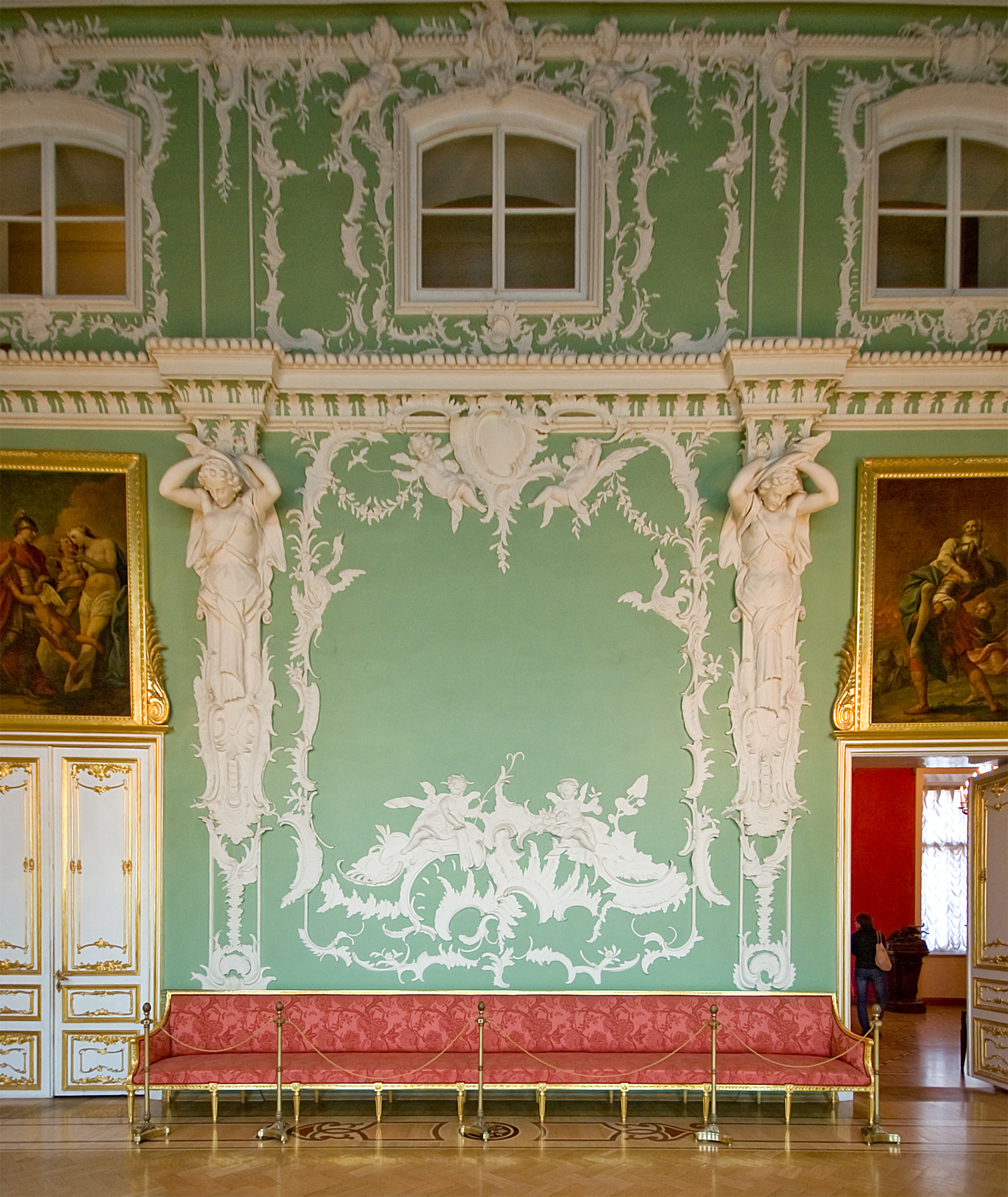
Détail du grand salon vert

Le palais a été construit à l'emplacement d'un ancien palais de la famille Stroganov, la plus riche de Russie, pour le baron Sergueï Grigorievitch Stroganov, puis pour son fils, le comte Alexandre Sergueïevitch Stroganov, selon les plans de Rastrelli, avec la participation postérieure des architectes Andreï Voronikhine, Ivan Kolodine, Carlo Rossi, Piotr Sadovnikov. Le comte Alexandre Stroganov avait une collection d'art fabuleuse.
Elle fut conservée et agrandie par le comte Paul Stroganov au XIXe siècle et, au XXe siècle, par le comte Serge Stroganov, avant d'être nationalisée à la révolution d'Octobre.
Il y eut une exposition mémorable en 1897 de la collection, maintenant dispersée au musée de l'Ermitage.
Le palais a été restauré en 1991 et en 2009 de nouvelles salles sont montrées au public ; il abrite actuellement des expositions du Musée russe.